# Aleksandr Balandin (gymnastique)
Pour les articles homonymes, voir Balandin.
Aleksandr Sergeyevich Balandin (en russe : Александр Сергеевич Баландин ; en français : Alexandre Sergueïevitch Balandine), né le 20 juin 1989 à Petrozavodsk, est un gymnaste russe, spécialiste des anneaux.

## Palmarès

### Jeux olympiques
- Londres 2012
  - 4e aux anneaux
  - 6e au concours par équipes

### Championnats d'Europe
- Berlin 2011
  -  médaille d'argent aux anneaux

- Montpellier 2012
  -  médaille d'or aux anneaux
  -  médaille d'argent au concours par équipes

- Sofia 2014
  -  médaille d'or au concours par équipes
  -  médaille d'or aux anneaux